# Gwiazdozbiór Herkulesa
Herkules (łac. Hercules, dop. Herculis, skrót Her) – wyrazisty gwiazdozbiór nieba północnego, piąty co do wielkości, znany już w starożytności. Nazwa jest łacińską formą imienia mitologicznego herosa Heraklesa. Łatwo rozpoznać ten gwiazdozbiór po charakterystycznym czworoboku tworzącym tułów Herkulesa. W Polsce widoczny od wiosny do jesieni. Liczba gwiazd dostrzegalnych nieuzbrojonym okiem: około 140.

## Mity i legendy

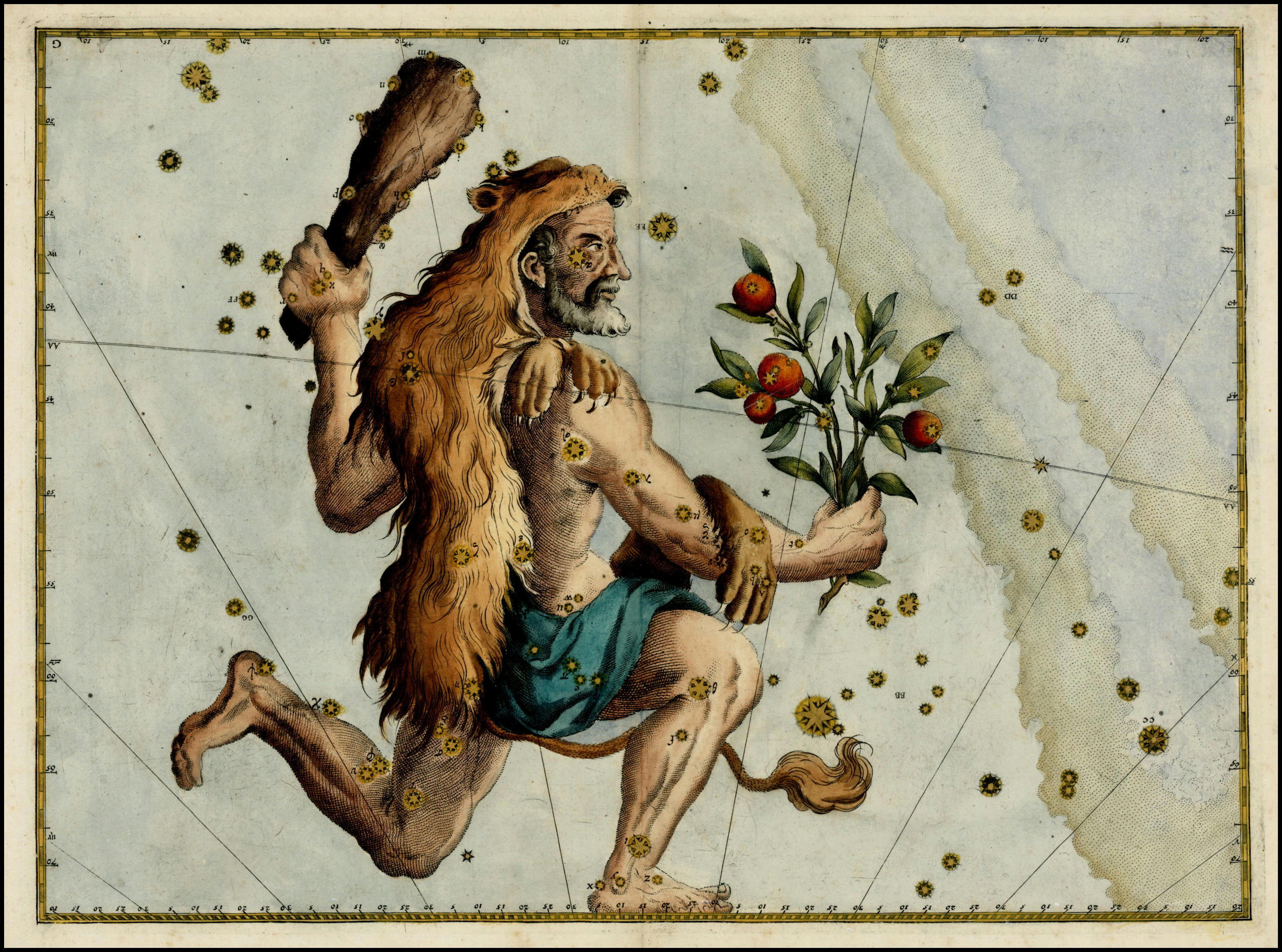
Ilustracja Johanna Bayera

Babilończycy uważali, że przedstawia Gilgamesza – półboga, który pokonał siły chaosu na początku stworzenia. Fenicjanie widzieli w nim Melkarta, boga oceanu. W okresie klasycznym przyjął miano Herkulesa, herosa mitologii rzymskiej. Był synem Zeusa i śmiertelniczki, królowej Alkmene, córki króla Myken. Hera, zazdrosna żona Zeusa, domyśliła się, kto jest ojcem Herkulesa, widząc jego nadludzką siłę. Spowodowała, że Herkules oszalał na jakiś czas i w tym czasie pozabijał swoją rodzinę. Żeby odkupić winy wyrocznia delficka nałożyła na niego za te zbrodnie karę w postaci słynnych dwunastu prac. Pierwsza polegała na zabiciu lwa nemejskiego, potwora niewrażliwego na żadną broń. Herkules udusił lwa i zaczął nosić jego skórę. Lew, Smok, Hydra i Rak reprezentują na niebie potwory, które pokonał Herkules. Podczas wykonywania dziesiątego zadania heros dotarł do zachodnich granic Morza Śródziemnego, gdzie postawił Słupy Herkulesa jako pomnik wyprawy do końca znanego świata.
Przedstawia się go ubranego w skórę lwa, wymachującego maczugą i odciętą głową Cerbera, klęczącego i trzymającego jedną stopę na głowie Smoka – z narzędziami i trofeami z niektórych jego prac.

## Gwiazdy Herkulesa
W konstelacji nie ma jasnych gwiazd, ale jest tam charakterystyczna grupa: Epsilon, Zeta, Eta i Pi, zwana Keystone (Zwornikiem). Łańcuchy gwiazd prowadzące z każdego narożnika oznaczają członki i głowę bohatera.
- Najjaśniejszą gwiazdą jest leżąca na południu Beta (β) Herculis znana również pod nazwą Korneforos. Na niebie wygląda jak gwiazda pojedyncza, ale w rzeczywistości jest to układ spektroskopowo podwójny, oddalony od Słońca o około 140 lat świetlnych[2]. Drugą pod względem jasności gwiazdą jest Zeta Herculis, następnie Delta i Pi Herculis; α1Her jest dopiero piątą co do jasności gwiazdą[2].
- Według Kamila Złoczewskiego najpiękniejszą gwiazdą podwójną jest Alfa (α) Herkulesa, para złożona z gwiazd o barwie pomarańczowej i białej (ze względu na bliskość pomarańczowej gwiazdy może się zdawać zielona). Jest ona zwyczajowo nazywana Rasalgethi, co w języku arabskim oznacza głowę klęczącego. Tak na dawnych mapach nieba przedstawiano postać Herkulesa. Jest to w istocie układ wielokrotny składający się z trzech gwiazd. Dominuje w nim czerwony olbrzym α1Her o promieniu około 400 razy większym od Słońca. W odległości około 500 au znajduje się para gwiazd α2Her, składająca się z żółtego olbrzyma i żółto-białego karła[2].
- Inna piękna gwiazda podwójna Ro (ρ) Herkulesa, to para białych gwiazd o wielkościach 4,6 i 5,6.
- XIX-wieczni obserwatorzy, używając achromatycznych refraktorów, które przedstawiały fałszywe kolory nazwali 95 Herkulesa „zielonym jabłuszkiem i czerwoną wiśnią”. W 20-centymetrowym reflektorze widać barwę srebrną i złotą[1].
- Gwiazda podwójna Kappa (κ) Herculis (Marsic) ze składnikami piątej i szóstej wielkości, 100 Herculis z dwoma gwiazdami szóstej wielkości[3].

Jedna z gwiazd konstelacji, Tau Herculis, była gwiazdą północnego bieguna nieba około 7400 r. p.n.e.

## Wybrane obiekty
W jego obszarze znajdują się dwie gromady kuliste z katalogu Messiera:
- Gromada Herkulesa (NGC 6205 lub M13), zwana często Wielką Gromadą Kulistą Herkulesa – widoczna gołym okiem jako nieostra gwiazda. Teleskop o średnicy 100 mm zaczyna rozdzielać co jaśniejsze gwiazdy, jednak ich całkowitą liczbę szacuje się na 100 000. Dwa nierozdzielone łańcuchy gwiazd wyglądają jak światełka podobne do czółek. Większy teleskop rozdziela już jądro M13, a 20-centymetrowy pokazuje sześć łańcuchów gwiazd, przy czym niektóre z nich mają w tle bledszą poświatę nierozdzielonych gwiazd. W jądrze znajdują się trzy połączone ciemne pasma zwane Śmigłem[1]. Odkryta w 1714 roku przez Edmunda Halleya, jest największą i najjaśniejszą gromadą kulistą północnej półkuli nieba. Jest oddalona od nas o 25 100 lat świetlnych.
- Na północ-północny wschód od M13 można zobaczyć małą galaktykę NGC 6207 12. wielkości, wyglądającą jak soczewka.
- W odległości 26 700 lat świetlnych znajduje się druga gromada z katalogu Messiera – M92 (NGC 6341). Znana jest od XVIII wieku, kiedy została odkryta przez niemieckiego astronoma Johanna Bodego. Jest to jedna z najstarszych gromad w Galaktyce[2]. W 20-centymetrowym teleskopie wyraźna gromada kulista. Najjaśniejsze gwiazdy halo powodują, że ogólny kształt gromady jest podobny do wydłużonego prostokąta. Wewnątrz prostokąta halo i jądro są okrągłe. Jest tam 35 wyraźnych jasnych gwiazd i drugie tyle bladych, coraz mniej widocznych. Mgła w tle jest też upstrzona światełkami. Jasność rośnie do granicy jądra o średnicy 40″ łuku, po czym jest mniej więcej stała. W 40-centymetrowym teleskopie widać około dwustu gwiazd, które maskują prostokątny kształt[1].
- Grupę gromad kulistych uzupełnia trzecia, najmniejsza i najsłabiej świecąca gromada NGC 6229, o jasności 9,4 m i średnicy 4,5′ łuku.
- NGC 6210 to mgławica planetarna wielkości 8,8m. Można ją dostrzec jako dysk leżący na linii łączącej deltę i betę Herkulesa. W 6-centymetrowym refraktorze i 20-centymetrowym teleskopie widać „niebieską mgłę” o średnicy zaledwie 14” łuku. W wyjątkowo przejrzystą noc można spróbować dostrzec jej gwiazdę centralną, o jasności 12,7m.

## Uwaga
W granicach gwiazdozbioru usytuowany jest apeks, czyli punkt, w kierunku którego porusza się Słońce względem najbliższych gwiazd. Zjawisko to odkrył w 1742 roku James Bradley, zaś położenie apeksu jako pierwszy wyznaczył w 1783 William Herschel. Analiza tysięcy gwiazd z otoczenia Słońca pozwoliła w XX wieku dokładnie określić współrzędne apeksu, co umiejscawia go w pobliżu gwiazdy Omikron Herculis. Słońce podąża w kierunku apeksu, wraz z całym Układem Słonecznym, z prędkością około 20 km/s, czyli 4,2 au na rok.

## Rój meteorów
Z konstelacji promieniuje słaby rój meteorów zwanych Tau Herkulidami. Aktywne od końca maja do końca czerwca. Jednak spodziewać się można tylko kilka zjawisk na godzinę lub mniej. Co prawda, w 1930 roku rój był wyjątkowo aktywny (kilkadziesiąt meteorów na godzinę), jednak od tego czasu nie wykazuje szczególnej aktywności. Ciałem macierzystym roju jest kometa krótkookresowa 73P/Schwassmann-Wachmann.